# Escuela de Oporto

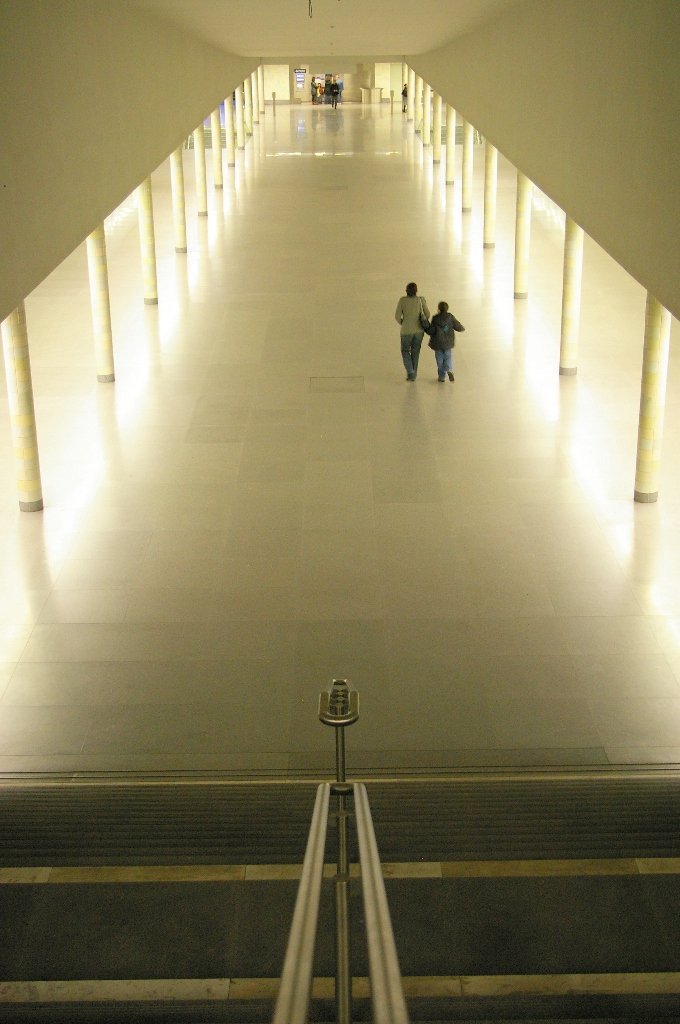
Estació de metro de São Bento, de Álvaro Siza Vieira.

La escuela de Oporto (en portugués, Escola do Porto) es una corriente de la arquitectura contemporánea muy influyente en Portugal y España.
Se apoya en los modelos puristas del Movimiento Moderno, difundidos principalmente por la Escola Superior de Belas-Artes do Porto, en la actualidad Facultad de Bellas Artes de la Universidad de Oporto y Facultad de Arquitectura de la Universidad de Oporto (también conocida como FAUP).
Algunos de los principales representantes de la escuela de Oporto son:
- Alcino Soutinho
- Álvaro Siza Vieira
- Arménio Losa
- Botelho Dias
- Alberto Neves
- António Menéres
- Eduardo Souto de Moura
- Fernando Távora
- Alfredo Viana de Lima